# Municipio de Bates (condado de Brown)
El municipio de Bates (en inglés: Bates Township) es un municipio ubicado en el condado de Brown en el estado estadounidense de Dakota del Sur. En el año 2010 tenía una población de 42 habitantes y una densidad poblacional de 0,45 personas por km².

## Geografía
El municipio de Bates se encuentra ubicado en las coordenadas 45°17′7″N 98°2′17″O / 45.28528, -98.03806. Según la Oficina del Censo de los Estados Unidos, el municipio tiene una superficie total de 92.62 km², de la cual 92,57 km² corresponden a tierra firme y (0,06 %) 0,05 km² es agua.

## Demografía
Según el censo de 2010, había 42 personas residiendo en el municipio de Bates. La densidad de población era de 0,45 hab./km². De los 42 habitantes, el municipio de Bates estaba compuesto por el 95,24 % blancos, el 4,76 % eran de otras razas. Del total de la población el 4,76 % eran hispanos o latinos de cualquier raza.